# Pati Yang

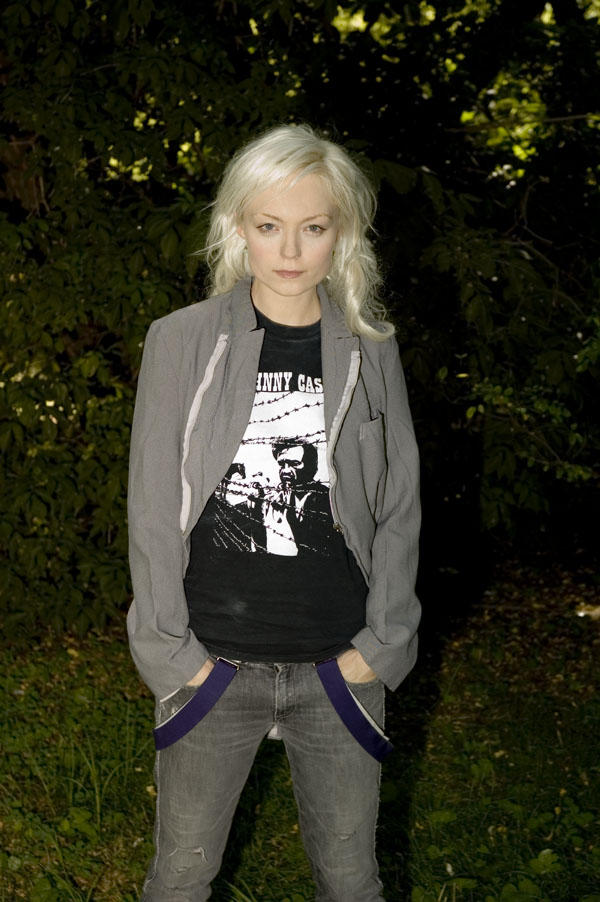
Pati Yang em 2006

Pati Yang (Patrycja Hilton) é uma cantora polonesa. 
Cooperou com David Holmes na trilha sonora de alguns filmes como Buffalo Soldiers, Out of Sight, Ocean's Eleven e Ocean's Twelve. Também cooperou com David Arnold na trilha sonora de Tomorrow Never Dies. Em 2005 ela retornou ao seu projeto solo, Silent Treatment (Air Studio).

## Discografia
- Jaszczurka (1998)
- Silent Treatment (2005)
- Unrealesed Songs (apenas na internet)
- Faith, Hope + Fury (2009)